# Westerhall (Grenada)
Westerhall Land Settlement ist eine Siedlung im Parish Saint David, an der Südküste von Grenada.

## Geographie
Die Siedlung liegt an der Westerhall Bay, die durch die Halbinsel Westerhall Point (Le Grand Becaye, ⊙, mit Lobster Point) von Westen her eingefasst wird.
An der Südküste der Halbinsel liegt Boulé Beach. Auf dem Festland schließt sich im Osten Becke Moui an und im Westen liegen auf der benachbarten Halbinsel die Siedlungen Petit Calivigny und Fort Jeudy.